# Simulium quasidecolletum
Simulium quasidecolletum es una especie de insecto del género Simulium, familia Simuliidae, orden Diptera.
Fue descrita científicamente por Crosskey, 1988.